# Nordseeküsten-Route (EV12)
Die EuroVelo-Route 12 (Nordseeküsten-Route), in Deutschland auch als Nordseeküsten-Radweg (international: North Sea Cycle Route) bezeichnet, ist ein europäischer Radfernweg. Die Route führt über 5.942 Kilometer durch sechs Staaten; Großbritannien, Niederlande, Deutschland, Dänemark, Schweden und Norwegen.
Die Route wurde am 5. Mai 2001 eröffnet.

## Verlauf

### Schottischer Teil (1242 Kilometer)

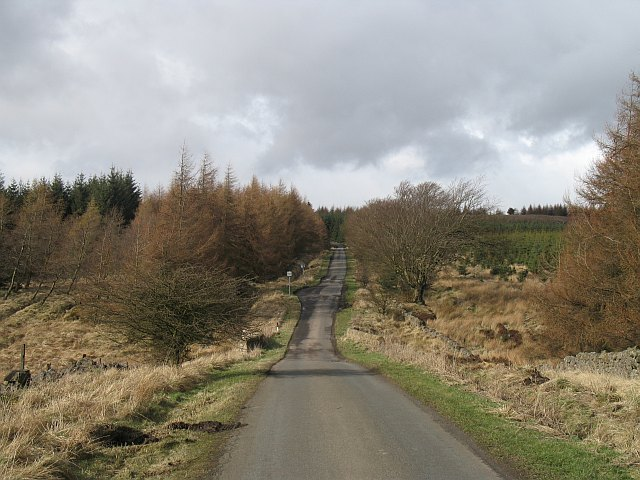
Blairadam Forest

Die schottische Strecke beginnt auf den Shetland-Inseln. Der Radweg besteht hier aus einem weitgehend identischen Hin- und Rückweg vom Sumburgh Airport ganz im Süden von Mainland zur Hauptstadt Lerwick und weiter über die Insel Yell nach Unst, wo der Nordseeküsten-Radweg einige Kilometer nördlich von Baltasound seinen nördlichsten Punkt (wenn auch nur unweit nördlicher als das norwegische Bergen) erreicht. Von hier aus fährt man in der Regel zurück bis Lerwick, von wo aus man mit einer achtstündigen Fährfahrt südwärts nach Kirkwall auf Mainland (Orkney) gelangt. Hier fährt man entweder von Kirkwall nach Süden über South Ronaldsay nach Burwick, wo man mit einer Fähre nach John o’ Groats übersetzen kann. Alternativ radelt man von Kirkwall aus nach Westen, einmal rund um Mainland herum, vorbei an den Welterbe-Stätten The Heart of Neolithic Orkney bis nach Stromness, von wo aus man über den turbulenten Pentland Firth nach Scrabster bei Thurso auf das schottische Festland übersetzt.
Die Route führt in der Nähe der Felsenküste von Caithness nach Sutherland. Die Teilstrecke der Route bis Lairg am Ende des Loch Shin ist eine der abgelegensten in Schottland. Vom Herzen der Highlands aus folgt die Route dem Dornoch Firth entlang von Flüssen und Wasserfällen bis nach Tain.
Von Tain aus nutzt die Sommerroute die historische Fährverbindung von Nigg nach Cromarty, die Teil einer alten Hauptwegeverbindung in den Norden Schottlands ist. Die Winterroute führt um den Cromarty Firth herum und durch Dingwall. Bei Munlochy stoßen die Routen wieder zusammen und führen über den Moray Firth weiter nach Inverness. Von dort aus führt die Route anschließend durch Aberdeenshire bis nach Aberdeen.
Von Aberdeen führt die Route über Stonehaven nach Montrose und dann entlang der Küste nach Arbroath und Dundee. Nach der Überquerung des Firth of Tay erreicht die Route die Grafschaft Fife und führt weiter zur historischen Stadt St Andrews. Über Falkland geht es weiter nach Kinross, Loch Leven und Dunfermline. Von North Queensferry führt die Forth Bridge nach Lothian und Edinburgh. Auf einer ehemaligen Eisenbahnstrecke geht es von hier aus über die Moorfoot Hills durch die Region Scottish Borders nach Coldstream und Berwick-upon-Tweed.

### Englischer Teil (1057 Kilometer)
- Newcastle
- Durham
- Hull
- Lincoln
- King’s Lynn
- Norwich
- Ipswich
- Harwich/Felixstowe

Eine alternative Route führt über Colchester und Chelmsford nach London und weiter über Canterbury nach Dover.

### Niederländischer Teil (409 Kilometer)
Die Route wird in den Niederlanden von zwei bekannten, bereits bestehenden Fernradwegen gebildet: der Noordzeeroute (LF 1) und der Waddenzeeroute (LF 10), die in beiden Richtungen beschildert sind. LF steht hierbei für „Landelijke Fietsroutes“. Die Tour führt von Hoek van Holland Richtung Deutschland (also in nordöstlicher Richtung), weil Westen im Sommer die Hauptwindrichtung und damit die Chance auf Rückenwind am größten ist. Hoek van Holland ist einfach per Bahn zu erreichen. Die Route endet in Bad Nieuweschans an der deutschen Grenze. Von dort aus oder von Leer kann man anschließend per Bahn zurückreisen.
Die Route führt durch die Provinzen Noord- (140 km) und Zuid-Holland (70 km) auf reinen Radwegen, teils durch weite Dünengebiete. Die Provinzen Friesland und Groningen (jeweils ca. 110 km) werden auf Nebenstraßen und reinen Radwegen durchfahren.
Unterwegs trifft man zudem auf sehenswerte Städte wie Den Haag, Leiden, Haarlem, Amsterdam, Alkmaar oder Groningen. Außerdem existiert eine längere Variante, die statt über den Abschlussdeich über Den Helder sowie die Inseln Texel und Vlieland führt (nur im Sommer zu befahren).

### Deutscher Teil (907 Kilometer)
Der Weg führt vor allem durch Marschgebiete am Wattenmeer der Nordsee vorbei und ist auch als D-Route 1 beschildert.

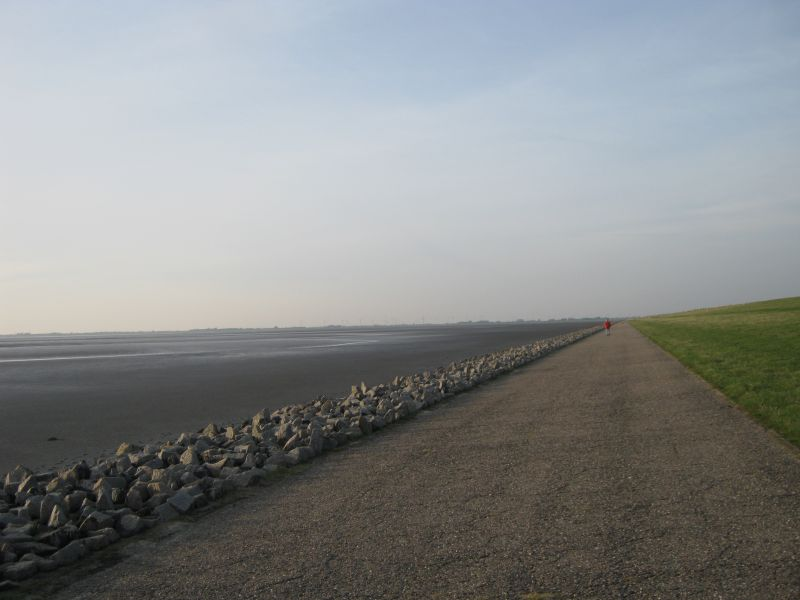
Meldorfer Bucht (Schleswig-Holstein)

In Deutschland erstreckt sich der Nordseeküsten-Radweg von der niederländischen Grenze bei Bunde über Weener und Leer nach Emden, von dort durch die Krummhörn mit dem Sielort Greetsiel und die Stadt Norden weiter in östliche Richtung nach Bensersiel, über Neuharlingersiel, Harlesiel, Ziallerns, Jever, Hooksiel, Wilhelmshaven, Neustadtgödens durch die Zeteler Marsch nach Dangast und Varel. Der Radweg verläuft weiter über Seefeld, Butjadingen mit Eckwarderhörne, Eckwarden, Tossens, Fedderwardersiel und Abbehausen über die Weser. In Bremerhaven geht es nördlich weiter bis Cuxhaven, weiter östlich bis Stade und Hamburg, über Wedel, Uetersen und Glückstadt entlang der Elbe, dann weiter bis Brunsbüttel. Nach der Überquerung des Nord-Ostsee-Kanals folgt die Route der Nordseeküste über Dithmarschen (Meldorf) und das Eidersperrwerk bis nach Eiderstedt und Husum, dann rund um die Halbinsel Nordstrand und weiter über Schlüttsiel, Dagebüll und Niebüll an die dänische Grenze.
Größtenteils führt die Route über einen der beiden Wege, die außen und innen direkt am Deich entlangführen, wobei der jeweils andere Weg oft ebenfalls befahrbar ist. Die Wege weisen dabei streckenweise in regelmäßigen Abständen Viehgatter auf. Der ausgeschilderte Weg weicht abschnittsweise auch bis zu mehrere Kilometer von der Küste ab, unter anderem durch den Abstecher nach Marienhafe zwischen Greetsiel und Norden, und durch den Abstecher nach Jever, durch den der äußerste Küstenzipfel der Gemeinde Wangerland mit Schillig ausgelassen wird. Auch die Küste rund um Friedrichskoog im Kreis Dithmarschen wird ausgelassen, hier führt der Radweg auf direktem Wege von Brunsbüttel nordwärts Richtung Meldorf.

### Dänischer Teil (801 Kilometer)

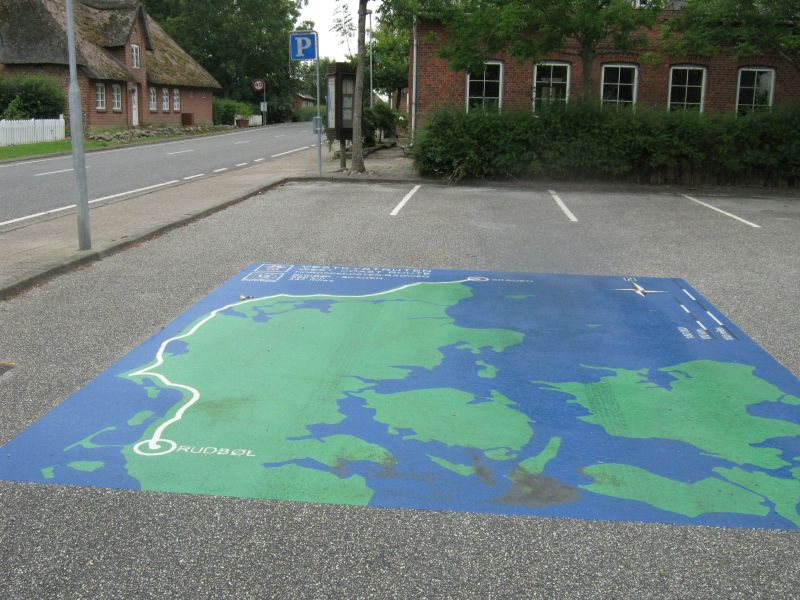
Karte der Vestkystruten auf einem Parkplatz in Rudbøl

Der dänische Abschnitt des Nordseeküsten-Radwegs umfasst eine Strecke von 801 km und folgt von der Grenze in Rudbøl bis zu Dänemarks Nordspitze (Skagen) der nationalen Fahrrad-Route Nr. 1 (Vestkystruten) und von dort aus bis nach Grenå der nationalen Fahrrad-Route Nr. 5 (Østkystruten).
Die Strecke verläuft entlang der Westküste Dänemarks durch Højer, Esbjerg, Hvide Sande, Thyborøn und Hanstholm bis Skagen, von dort aus durch Frederikshavn, Sæby und Hals, danach ein Stück weiter ins Binnenland nach Hadsund und das letzte Stück wieder an der Küste entlang bis nach Grenå.
Der dänische Streckenabschnitt ähnelt in Sønderjylland landschaftlich dem deutschen Abschnitt, wird aber zum Norden hin eher „typisch dänisch“ einschließlich eines etwa 16 km langen Abschnitts direkt auf dem Sandstrand zwischen Blokhus und Løkken. Insbesondere der Abschnitt von Hanstholm Richtung Osten ist zum Teil recht einsam und von der Wegbeschaffenheit zeitweise sogar als etwas anspruchsvoller zu bezeichnen.

### Schwedischer Teil (396 Kilometer)

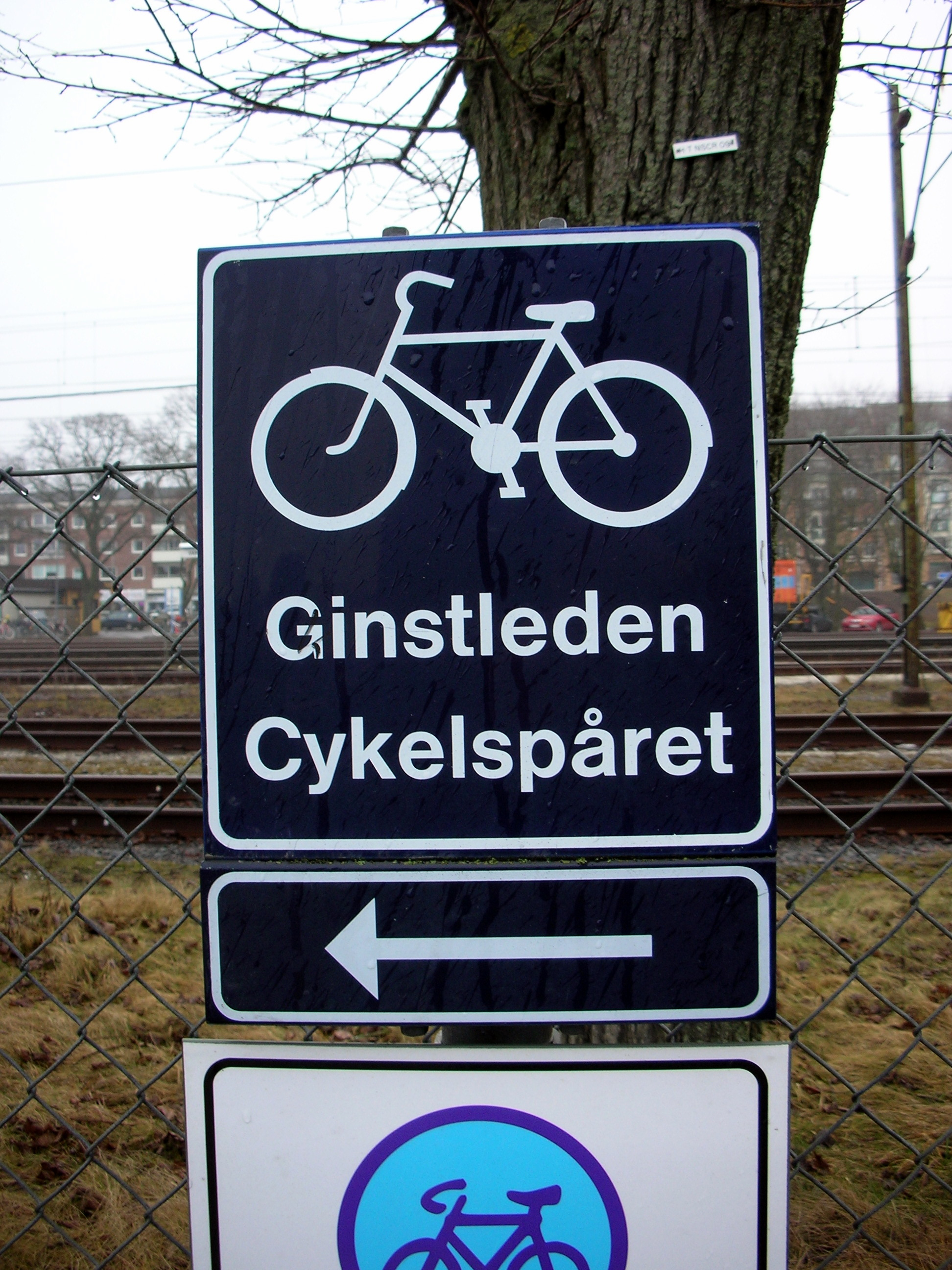
Ausschilderung in Schweden

Der in Schweden liegende Teil des Radwegs umfasst eine Länge von 396 km von Varberg im Süden bis zum Svinesund an der norwegischen Grenze im Norden. Die Stadt Varberg ist der südlichste Punkt des Nordseeküsten-Radwegs in Schweden. Von hier aus erstreckt er sich über Kungsbacka nach Göteborg. Von Göteborg führt er weiter durch die Stadt Kungälv, über Strömstad weiter zum Svinesund am Iddefjord, der natürlichen Grenze zwischen Schweden und Norwegen. Südlich von Göteborg folgt der Radweg der Beschilderung des nationalen Fernradweges Kattegattleden, nördlich von Göteborg bis zur norwegischen Grenze den links abgebildeten Schildern des 1982 angelegten „Cykelspåret“. Auf diesem Teilstück ist der Zustand der Beschilderung mangelhaft.

### Norwegischer Teil (1130 Kilometer)
Der erste Teil der Route führt am Oslofjord entlang. Mit der Fähre führt sie über den Fjord von Moss nach Horten oder mit dem Fahrrad um den Fjord herum durch Norwegens Hauptstadt Oslo (120 zusätzliche Kilometer). Von Tønsberg aus geht es danach durch hügeliges Gelände über Sandefjord nach Larvik. Die Streckenführung läuft teilweise über nicht mehr genutzte Straßen oder ehemalige Eisenbahntrassen und deckt sich mit der nationalen Radroute Nr. 1. Die Strecke führt entlang der südnorwegischen Schärenküste und ebenfalls entlang einiger Fjorde vom Oslofjord bis nach Bergen. Im äußersten Nordwesten des norwegischen Abschnitts werden die Fjorde sehr groß und zerklüftet. Weitere Städte, die an der Strecke liegen, sind: Kristiansand, Flekkefjord und Stavanger. Die an der Küste gelegene Insel Karmøy ist nicht mehr Teil der Route.
Der norwegische Teil ist sehr bergig und enthält steile sowie schlecht befestigte Abschnitte.

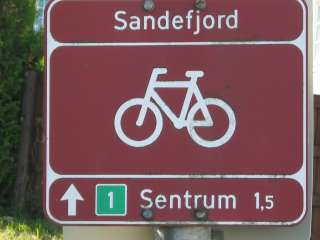
Ausschilderung der Nationalen Fahrradroute 1 in Sandefjord

Nach der Eröffnung des Karmøy-Tunnels wurde die Fähre über den Boknafjord von Skudeneshavn nach Mekjarvik im Jahr 2013 eingestellt und damit die bisherige Nordseeküstenroute unterbrochen. Der Verlauf der Nordseeküstenroute wurde danach in diesem Bereich weiträumig durch das Landesinnere umgeleitet, wobei immer wieder Fährverbindungen genutzt werden müssen. Die Route führt nun von Stavanger südlich nach Sandnes und von dort in östlicher Richtung nach Lauvvik. Dann nimmt die Route einen nördlichen Verlauf und führt über Hjelmeland und die Insel Ombo nach Nedstrand. Ab hier geht es in Richtung Westen zurück zur Küste nach Haugesund.
2009 änderte die Reederei Smyril Line die Route des Fährschiffs Norröna, das bis dahin nicht nur zwischen Dänemark, den Färöer und Island pendelte, sondern auf der Fahrt nach Island auch einen Abstecher nach Bergen in Norwegen und auf der Rückfahrt einen Abstecher über Lerwick auf den Shetland-Inseln fuhr. Sowohl die Querverbindung nach Norwegen wie auch die auf die Shetland-Inseln wurden eingestellt, so dass seitdem eine Rundreise, als welche die Nordseeküsten-Route ursprünglich geplant war, nicht mehr möglich ist. Auch die Färöer sind damit nicht mehr Teil der Nordseeküsten-Route. Inzwischen besteht die einzige Möglichkeit, die Strecke annähernd als Rundkurs zu absolvieren, aus einem Flug von Bergen nach Sumburgh Airport auf den Shetland-Inseln; weiter kommt man dann mit der regulären Fähre nach Aberdeen, die auf jeder zweiten Fahrt auch einen Schlenker nach Kirkwall auf den Orkney-Inseln fährt.

## Filme
- Unterwegs auf dem Nordseeküstenradweg, zehnteilige arte-Dokumentation in zwei Staffeln, 2013 und 2015